# Bracon gusaricus
Bracon gusaricus är en stekelart som beskrevs av Telenga 1933. Bracon gusaricus ingår i släktet Bracon och familjen bracksteklar. Inga underarter finns listade.